# شچی
شچی (روسی: щи؛ IPA: [ɕ:i] ()) یا سوپ کلم روسی، گاه به صورت šči نیز نوشته می‌شود) نوعی سوپ کلم به سبک آشپزی روسی است. زمانی که از کلم‌ترش استفاده شود، این سوپ شی ترش نامیده می‌شود، در حالی که سوپ‌هایی بر پایه ترشک درشت، اسفناج، گزنه دوپایه و گیاهان مشابه، شی سبز (روسی: зелёные щи؛ IPA: [zʲɪˈlʲɵnɨje ɕ:i]) نام دارند. در گذشته، واژه «شی ترش» همچنین به نوشیدنی‌ای نیز اطلاق می‌شد که گونه‌ای از کواس بوده ولی ارتباطی با سوپ نداشت.

## تاریخچه
شی (از اسلاوی شرقی باستان: съти، جمع واژه съто (s(i)to) به‌معنای «چیزی سیرکننده، خوراک») یک سوپ سنتی روسی است. سوپ‌های کلم از سده ۹ میلادی، کمی پس از ورود کلم از امپراتوری بیزانس، در روس کیف شناخته شده‌اند. محبوبیت شی در روسیه ناشی از چند عامل بود:
- شی به‌نسبت ساده آماده می‌شود؛
- می‌توان آن را با یا بدون گوشت تهیه کرد؛
- در زمستان می‌توان آن را منجمد کرده و در سفرها به‌شکل جامد با خود برد و هنگام نیاز برش زده و مصرف کرد.

در نتیجه، تا سده ۱۰ میلادی شی به یک قوت غالب در روسیه تبدیل شد و ضرب‌المثلی از این موضوع نشأت گرفت: «Щи да каша — пища наша.» (شی و کاشا خوراک ماست)

### مواد اولیه تاریخی
مواد اصلی اولیه شی شامل کلم، گوشت (گاو، خوک، بره یا مرغ)، قارچ، آرد و ادویه (بر پایه پیاز و سیر) بودند. کلم و گوشت به‌طور جداگانه پخته می‌شدند و در زمان سرو سمتانا به‌عنوان چاشنی اضافه می‌شد. به‌طور سنتی شی با نان چاودار خورده می‌شود.

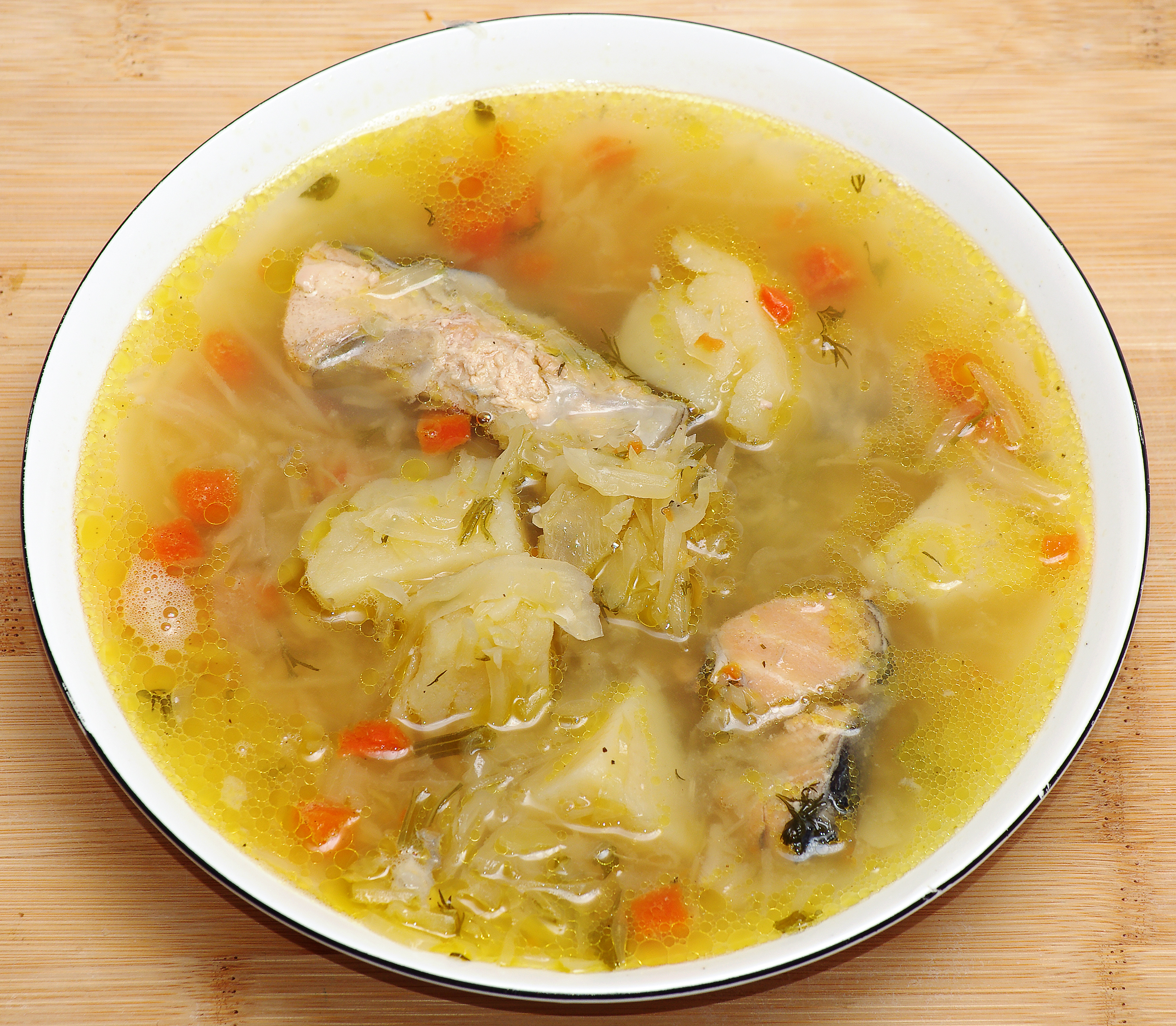
شی با ماهی

مواد اولیه شی به‌تدریج تغییر کردند. آرد که پیش‌تر برای افزایش ارزش کالریایی استفاده می‌شد، برای بهبود طعم حذف شد. ترکیب ادویه با فلفل سیاه و برگ‌بو غنی‌تر شد که در سده ۱۵ میلادی از بیزانس وارد روسیه شدند. گاهی گوشت با ماهی جایگزین می‌شد، به‌خصوص به‌خاطر روزه‌داری‌های کلیسای ارتدکس شرقی. در میان سبزیجات، هویج و جعفری (گیاه) نیز به شی اضافه می‌شد. در روسیه، گوشت گاو رایج‌ترین نوع گوشت برای شی بود، در حالی که در اوکراین گوشت خوک رواج بیشتری داشت. نسبت آب به کلم متغیر بود و در گذشته شی آن‌قدر غلیظ بود که قاشق در آن می‌ایستاد، اما بعدها تهیه رقیق‌تر آن مرسوم شد.

## مواد امروزی
گاهی، سس‌های گوجه‌فرنگی (مانند کچاپ) به شی اضافه می‌شود (که به سوپ گوجه‌فرنگی نزدیک می‌شود).
برای کاهش تندی، شوری یا ترشی زیاد ناشی از کلم‌ترش (مثلاً کواشِنایا کاپوستا)، می‌توان مقدار کمی پاستا پخته‌شده (مثل ریگاتونی، پنه یا ماکارونی) به شی اضافه کرد.
توشونکا نیز گاه به جای گوشت یا ماهی در شی استفاده می‌شود.
در برخی موارد، خاویار بادمجان (پوره بادمجان پخته) یا خاویار کدو (پوره کدو سبز) برای افزایش غلظت سوپ به آن افزوده می‌شود. خاویار یا اشپل (مثلاً اشپل پولاک) نیز به‌صورت افزودنی هنری و نه جزء اصلی، در شی یافت می‌شود.

## زبان‌شناسی
واژه دو حرفی щи شامل حرف اشچا است که معادل دقیقی در بیشتر الفباهای غیرسیریلیک ندارد و به‌شکل‌های گوناگونی آوانویسی می‌شود. در زبان آلمانی، щی به صورت هشت‌حرفی Schtschi نوشته می‌شود. خط دیواناگری می‌تواند щи را تنها با یک نویسه شچِی (श्ची) نمایش دهد، گرچه برای تایپ آن نیاز به چهار ضربه کلید ش ् چ ी هست که با هم ترکیب شده و श्ची را تشکیل می‌دهند.